# Entodon myurus
Entodon myurus är en bladmossart som beskrevs av Georg Ernst Ludwig Hampe 1847. Entodon myurus ingår i släktet Entodon och familjen Entodontaceae. Inga underarter finns listade i Catalogue of Life.